# Beckiella bloszyki
Beckiella bloszyki är en kvalsterart som beskrevs av František Starý 1989. Beckiella bloszyki ingår i släktet Beckiella och familjen Dampfiellidae. Inga underarter finns listade.